# Matěj Vydra
Matěj Vydra, né le 1er mai 1992, est un footballeur international tchèque évoluant au poste d'attaquant au Viktoria Plzeň.

## Parcours
Formé au Vysočina Jihlava et détecté par de nombreux clubs européens alors qu'il joue en seconde division tchèque, il est transféré en janvier 2010, à l'âge de 17 ans, au Banik Ostrava pour la somme 20 millions de CZK. 
Il ne reste que six mois au Banik Ostrava pendant lesquels il joue 14 matchs et marque quatre buts.
En juin 2010, il signe pour cinq saisons pour le club italien d'Udinese. Le transfert est évalué à 100 millions de CZK (quatre millions d'euros).
Il est prêté pour la saison 2011-2012 au FC Bruges (équipe de division 1 belge) pour une saison. Il se blesse gravement au genou en septembre 2011, et en janvier 2012 cependant, il décide de retourner en Italie pour y terminer sa convalescence.
Fin juillet 2012, il est prêté en faveur de Watford FC.
Il est à nouveau prêté en août 2013, cette fois-ci au West Bromwich Albion FC.
Le 1er juillet, il rejoint Watford FC, mais il ne fait pas partie de l'équipe "A". Pour cela, le 1er septembre 2015 il est prêté à Reading FC pour la saison 2015-16.
Le 27 août 2016, il rejoint Derby County.
Le 7 août 2018 il rejoint Burnley.

### En sélection
Matěj Vydra a joué dans les équipes de jeunes de Tchéquie U16, U17, U18, U19 et Espoirs avant de jouer pour l'équipe "A".

## Palmarès
- Watford FC
  - Football League Championship (D2)
    - Vice-champion : 2015

## Distinctions personnelles
- Joueur tchèque de l'année 2010 : prix de la révélation de l'année (en)
- Membre de l'équipe-type de D2 anglaise en 2013 et 2018[6].
- Meilleur buteur de D2 anglaise en 2018 (21 buts).

## Carrière
| Saison      | Club                        | Pays       | Championnat        | Championnat | Championnat | Championnat  | Championnat  | Coupes nationales | Coupes nationales | Coupe d'Europe | Coupe d'Europe | Coupe d'Europe | Sélection | Sélection |
| Saison      | Club                        | Pays       | Division           | Matchs      | Buts        | Cartons      | Cartons      | Matchs            | Buts              | Type           | Matchs         | Buts           | Matchs    | Buts      |
| ----------- | --------------------------- | ---------- | ------------------ | ----------- | ----------- | ------------ | ------------ | ----------------- | ----------------- | -------------- | -------------- | -------------- | --------- | --------- |
| Saison      | Club                        | Pays       | Division           | Matchs      | Buts        | Carton jaune | Carton rouge | Matchs            | Buts              | Type           | Matchs         | Buts           | Matchs    | Buts      |
| 2008 - 2009 | Vysočina Jihlava            | Tchéquie   | Druha liga         | 12          | 2           | -            | -            | -                 | -                 | -              | -              | -              | -         | -         |
| 2009 - 2010 | Vysočina Jihlava            | Tchéquie   | Druha liga         | 15          | 3           | 1            | 0            | -                 | -                 | -              | -              | -              | -         | -         |
| 2009 - 2010 | Banik Ostrava               | Tchéquie   | Gambrinus liga     | 14          | 4           | 1            | 0            | -                 | -                 | -              | -              | -              | 3 (U19)   | 0         |
| 2010 - 2011 | Udinese Calcio              | Italie     | Serie A            | 2           | 0           | 0            | 0            | 1                 | 0                 | -              | -              | -              | 3 (U19)   | 0         |
| 2011 - 2012 | FC Bruges (prêt)            | Belgique   | Jupiler Pro League | 1           | 0           | -            | -            | 1                 | 0                 | -              | -              | -              | 2 (U21)   | 0         |
| 2012 - 2013 | Watford FC (prêt)           | Angleterre | Championship       | 41          | 20          | -            | -            | 6                 | 2                 | -              | -              | -              | 7         | 2         |
| 2013 - 2014 | Udinese Calcio              | Italie     | Serie A            | 0           | 0           | -            | -            | -                 | -                 | C3             | 1              | 1              | -         | -         |
| 2013 - 2014 | West Bromwich Albion (prêt) | Angleterre | Premier League     | 0           | 0           | -            | -            | -                 | -                 | -              | -              | -              | -         | -         |